# Prix Bookseller/Diagram
 (septembre 2020).
Le Bookseller/Diagram Prize for Oddest Title of the Year est un prix littéraire récompensant les « titres » de livres les plus mauvais.
Depuis 1978, le prix de Bookseller/Diagram, du Bookseller magazine avec le patronage du Diagram Group, honore des livres aux titres les plus curieux. Les titres sont trouvés et soumis par des éditeurs, des libraires et les bibliothécaires du monde entier et le gagnant est désigné par le public.

## 2009
Parmi les lauréats, figure :
- Daina Taimiņa, pour Crocheting Adventures with Hyperbolic Planes.

## 2006
Parmi les prétendants, citons :
- Compte-rendu du dix-huitième colloque international d'algues. Robert J Anderson, Juliet A Brodie, Edvar Onsoyen et Alan T Critchley (Kluwer) ;
- Femmes montagnardes tatouées et boîtes de cuillères du Daghestan. Robert Chenciner, Gabib Ismailov, Magomedkhan Magomedkhanov et Alex Binnie (Bennett et Bloom) ;
- La délicieuse crème glacée de D. Di Mascio de Coventry : une fabrique réputée de crème glacée, avec une gamme intéressante et variée de fourgons de crème glacée. Roger de Boer, Harvey Francis et Alan Wilkinson (Past Masters) ;
- Les caddies errants de l'Amérique du nord orientale : un guide d'identification sur le terrain. Julian Montague (Harry N Abrams) ;
- Les Nazis étaient-ils verts ? Franz-Josef Bruggemeier, Mark Cioc et Thomas Zeller (Ohio University Press) ;
- Mieux vaut n'être jamais né : le mal d'hériter de l'existence. David Benatar (Clarendon Press).

## 2005
Lauréat : Les personnes qui ne savent pas qu'elles sont mortes : comment elles s'attachent aux spectateurs confiants et ce qui a trait au sujet. Gary Leon Hill.
- Circoncisions sur rendez-vous ; une vision de la vie et autour de Manchester au dix-huitième siècle.
- Clouage au sol : meilleurs conseils pratiques.
- Comment toiletter votre chat.
- Courte marche jusqu'à l'extrémité de la terre.
- Gestion des réserves de cornes de rhinocéros : normes minimales et meilleures pratiques d'Afrique australe et orientale. Simon Milledge.
- Harcèlement intimidant et sexuel : manuel pratique.
- Introduction à l'ingestion d'adulte.
- La position pour dîner dans la Rome antique.
- La Reine Victoria et le ping-pong.
- Les prophètes regardant en arrière.
- Les puissants outils Nessus, Snort et Ethereal.
- Manipulation urogénitale
- Quel oiseau a fait cela ?
- Recherche d'amidon antique. Robin Torrence et Huw J. Barton.
- Surveillance des garçons.
- Tricotage avec des poils de chien.
- Vivre avec des moutons.

## 2004
Lauréat : Blindez votre cheval. Rick Pelicano et Lauren Tjaden.
- Application des pointes de haute technologie.
- Détecter les corps étrangers dans la nourriture.
- L'esthétique du plateau-repas japonais.
- La santé sexuelle au bout de vos doigts.
- Les Équidés dans le temps et l'espace.

## 2003
Lauréat : Le grand livre des histoires de juments lesbiennes. Alisa Surkis et Monica Nolan.
- 227 secrets que votre serpent veut que vous connaissiez.
- Conception pour les impacts : 50 ans de cartes de sûreté de ligne aérienne.
- La magie du sexe celtique : pour les couples, les groupes et les solitaires.
- Le livre de vengeance vaudou : un programme de gestion de la colère que vous pouvez vraiment appliquer.
- Sujets brûlants en urologie.

## 2002
Lauréat : Vivre avec des fesses molles. Kaz Cooke.
- Après l'orgie : vers une politique de l'épuisement.
- Faites la lobotomie vous-même : ouvrez votre esprit à plus de pensée créatrice.
- Les Irlandaises rousses dans le marais.
- L'examen légal des timbres en caoutchouc.
- Le sexe avec six jambes : les vies érotiques des cafards.
- Les femmes et la gestion intégrée des parasites.
- Melons pour le cultivateur passionné.
- Passer au gaz.
- Perroquets d'occasion : manuel complet du propriétaire.
- Prenez d'abord un poireau.
- Sans regret : un manuel pour les personnes amputées des canines.

## 2001
Lauréat : Service de corporation d'homicide involontaire à valeur de beurre. Gerard Forlin.
- Cercueils de fantaisie à construire soi-même.
- Construction stratifiée légère.
- L'art et le métier de broyer les fleurs : ni peinture, ni encre, juste un marteau !
- Les mouches à pieds plats d'Europe.
- Pliage de sachet de thé.

## 2000
Lauréat : Le rendement élevé qui a raidi des structures. IMechE (Institution of Mechanical Engineers).
- À qui est ce derrière ? Un livre de lever d'aileron.
- Découper le bois avec une tronçonneuse.
- Le mâle sexuel : problèmes et solutions.
- Lewis Carroll a-t-il visité Llandudno ?
- Psoriasis au bout de vos doigts.

## 1999
Lauréat : Les mauvaises herbes dans un monde changeant. British Crop Protection Council Symposium Proceedings No. 64.
- Guide du roulement esquimau. Derek Hutchinson.
- La bonne pratique en matière de violence.
- La culture de dents sélectionnées et l'art des bâtons de crème glacée.
- Les femmes et le développement des terres en friche.
- Organes génitaux masculins des papillons de la péninsule balkanique avec une liste.
- Temporisation et refus des tâches : théorie, recherche et traitement.

## Années antérieures

### Lauréats
- 1998 : Développements dans la multiplication de vache laitière : nouvelles occasions d'élargir l'utilisation de la paille.
- 1997 : La joie du sexe, l'édition de poche. Mitchell Beazley.
- 1996 : Facteurs ruraux grecs et leurs nombres d'annulation. Derek Willan.
- 1995 : Réutilisation de vieilles tombes : un rapport sur des attitudes britanniques populaires. Douglas Davies et Alastair Shaw.
- 1994 : Points culminants dans l'histoire du béton - Slough : ciment et association concrète.
- 1993 : Archéologie inférieure américaine. Charles J. Bareis & James W. Porter.
- 1992 : Comment éviter les bateaux énormes. John W. Trimmer.
- 1990 : Manuel de sécurité du sadomasochisme lesbien. Pat Califia.
- 1989 : Comment déféquer dans les bois : une approche saine dans l'environnement d'un art perdu. Kathleen Meyer.
- 1988 : Versailles : vue depuis la Suède. Elaine Dee & Guy Walton.
- 1986 : Sadisme oral et la personnalité végétarienne. Glenn C. Ellenbogen.
- 1985 : Agrandissement naturel du buste avec une puissance totale : comment augmenter les autres 90 % de votre esprit pour augmenter la taille de vos seins.
- 1984 : Le livre de la confiture d'oranges : ses antécédents, son histoire et son rôle dans le monde aujourd'hui. Anne Wilson.
- 1983 : La théorie du roulement en long. A. I. Tselikov, G. S. Nikitin et S. E. Rokotyan.
- 1982 : Population et autres problèmes : planification de famille, logement 1000 millions, emploi de travail.
- 1981 : Dernière chance à l'amour - Romances finales.
- 1980 : La joie des poulets. Dennis Nolan.
- 1979 : La dame comme entrepreneur : gestion de carrière dans la prostitution de chambre. Barbara Sherman Heyl.
- 1978 : Compte-rendu du deuxième groupe de travail international sur les souris glabres.

### Autres compétiteurs
- Ainsi votre épouse est venue à la maison parlant d'autres langues ! La mienne aussi !
- Araignées explosives et comment les faire.
- Comme les danseuses arméniennes, changez votre cerveau pour comprendre les choses qu'il vous est impossible de faire. C. A. Lexanian.
- Construction sérieuse attrayante et affectueuse.
- Construisez votre propre Hindenburg.
- Fabrication de bâton : un cours complet.
- Gymnastique pour chevaux.
- Imperméabiliser votre enfant.
- La lexicographie pédagogique : une étude de cas des infirmières arabes en tant qu'utilisatrices de dictionnaire.
- La perte de cheveux pour le prochain millénaire.
- La poussée Ho, mon petit livre vert sur le mal de mer. Charles Mazel.
- La prostate : un guide pour les hommes et les femmes qui les aiment.
- La vitamine C de Dieu masticable pour l'esprit.
- Le guide sous-marin essentiel du Pays de Galles du nord.
- Le pouce perforé, ou, cactus et autres succulents. George Ashley.
- Le roman de proctologie.
- Organes génitaux masculins et leur amélioration.
- Plus de boules que de mains. Michael J. Gelb.
- Sexage optique des poussins.
- Sur le traîneau et à cheval jusqu'aux lépreux sibériens bannis.
- Taux postaux en Islande 1870-1997.
- Une méthode pour calculer la taille nécessaire à la pierre pour bloquer les bancs aux extrémités inclinées dans les fleuves.
- Une théorie des achats.
- Vieillesse : cause et prévention.
- Vous pouvez aller à la page d'accueil des jeux de mots.
- Who's Who en fil barbelé.